# Estación de Aracaldo
Aracaldo (en euskera y según Adif Arakaldo) es un apeadero ferroviario situado en el municipio español de Aracaldo en la provincia de Vizcaya, comunidad autónoma del País Vasco. Forma parte de la línea C-3 de Cercanías Bilbao operada por Renfe.

## Situación ferroviaria
La estación se encuentra en el punto kilométrico 230,4 de la línea férrea de Castejón a Bilbao por Logroño y Miranda de Ebro a 112 metros de altitud.

## La estación
Aunque situada en el tramo Bilbao-Orduña de la línea férrea que pretendía unir Castejón con Bilbao inaugurado el 1 de marzo de 1863, no se dispuso de ninguna estación en la zona. Su creación fue posterior sin que exista constancia de la fecha en la que tuvo lugar.
Se sitúa entre el río Nervión y la autopista vasco-aragonesa. Sus sencillas instalaciones se limitan a dos andenes laterales a los que acceden dos vías. Dispone de marquesina únicamente en el andén principal.

## Servicios ferroviarios

### Cercanías
Los trenes de la línea C-3 de la red de Cercanías Bilbao que opera Renfe tienen parada en la estación. En total unos 20 trenes diarios entre semana dan servicio a la misma. La frecuencia se reduce a 15 trenes diarios durante el fin de semana. Los trenes CIVIS de la línea no se detienen en la estación.
| procedencia/destino | < estación | Línea | estación > | destino/procedencia |
| ------------------- | ---------- | ----- | ---------- | ------------------- |
| Bilbao Abando       | Arbide     |       | Areta      | Orduña              |